# 4-я ударная армия
4-я ударная армия (4 Уд А) — оперативное войсковое объединение (ударная армия) РККА в составе ВС СССР в годы Великой Отечественной войны.
Преобразована из 27-й армии 25 декабря 1941 года. 
На 1 января 1942 года в состав армии входили 249-я, 332-я, 334-я, 358-я и 360-я стрелковые дивизии, 21-я стрелковая бригада, ряд танковых, лыжных, артиллерийских и других частей. С 1 марта 1942 года в составе армии 234-я стрелковая дивизия (2-го формирования).

## Боевой путь во времяВеликой Отечественной войны
- Армия обороняла рубеж по восточному берегу озёр Вельё, Селигер.
- Январь — февраль 1942 года — принимала участие в Торопецко-Холмской наступательной операции.
- 22 января 1942 года переподчинена Калининскому (с 20 октября 1943 года 1-й Прибалтийский) фронту.
- Участвовала в Невельской, Городокской (1943), Витебской и Полоцкой наступательных операциях.
- Вторая половина 1944 года — в составе 2-го Прибалтийского (с 4 июля) и 1-го Прибалтийского (с 8 августа) фронтов принимала участие в Режицко-Двинской, Рижской и Мемельской наступательных операциях, при попытках прорвать оборону Курляндского котла.
- 25 января — 4 февраля 1945 года — армия своими силами с частями усиления провела фронтовую наступательную операцию по разгрому группировки противника в районе Клайпеды и штурмом взяла город Клайпеда (Мемель).
- 9 февраля 1945 года — армия переподчинена 2-му Прибалтийскому фронту.
- 1 апреля 1945 года — включена в состав Ленинградского фронта.

После Победы армия оставалась на территории Литовской ССР, имея штаб в н.п. Рукава. В начале июля 1945 года армия была расформирована, войска из её состава убыли: 6-й стрелковый корпус — в Северо-Кавказский военный округ, 84-й стрелковый корпус — в Южно-Уральский военный округ, 92-й стрелковый корпус — в Воронежский военный округ. Полевое управление переброшено в Алма-Ату, где обращено на формирование штаба Степного военного округа.

## Состав
- 234-я стрелковая дивизия (с 1 марта 1942 года)
- 249-я стрелковая дивизия
- 332-я стрелковая дивизия
- 334-я стрелковая дивизия
- 358-я стрелковая дивизия
- 360-я стрелковая дивизия
- 21-я стрелковая бригада
- 138-я пушечная артиллерийская бригада
- 62-й отдельный лыжный батальон
- 64-й отдельный лыжный батальон
- 320-й Отдельный лыжно-истребительный батальон
- 266-й отдельный лыжный батальон (До 20 апреля 1942 г)
- Военно-воздушные силы 4-й ударной армии (ВВС 4-й ударной армии) — в период с 25 декабря 1941 года по 10 мая 1942 года

- Отдельный запасной батальон аэродромного обслуживания. В составе Действующей армии: с 4 марта 1942 года по 28 апреля 1942 года. Переформирован в 832-й отдельный батальон аэродромного обслуживания 28 апреля 1942 года.[2]
- 36-й армейский заград. отряд

## Командующие
- Генерал-полковник Ерёменко, Андрей Иванович — декабрь 1941 г. — февраль 1942 г.
- Генерал-лейтенант Голиков, Филипп Иванович — февраль — март 1942 г.
- Генерал-майор, с мая 1942 г. генерал-лейтенант Курасов, Владимир Васильевич — март 1942 г. — апрель 1943 г.
- Генерал-майор Селезнёв, Дмитрий Михайлович — апрель — май 1943 г.
- Генерал-майор, с октября 1943 г. генерал-лейтенант Швецов, Василий Иванович — май — декабрь 1943 г.
- Генерал-лейтенант Малышев, Пётр Фёдорович — декабрь 1943 г. — июль 1945 г.

## Члены Военного совета
- Бригадный комиссар Рудаков, Михаил Васильевич — декабрь 1941 г. — ноябрь 1942 г.
- Генерал-майор Тевченков, Александр Николаевич  — ноябрь 1942 г. — апрель 1943 г.
- Полковник, с сентября 1943 г. генерал-майор Белик, Трофим Яковлевич — апрель 1943 г. — до конца войны.

## Начальники штаба
- Генерал-майор Курасов, Владимир Васильевич — декабрь 1941 г. — март 1942 г.
- Полковник Португалов В.К. — март-май 1942 г.
- Генерал-майор Глинский, Пётр Евстигнеевич — май 1942 г. — июнь 1943 г.
- Генерал-майор Кудряшов, Александр Иванович[3]  — июнь 1943 г. — до конца войны.